# Austria en los Juegos Olímpicos de Turín 2006
Austria estuvo representada en los Juegos Olímpicos de Turín 2006 por un total de 73 deportistas que compitieron en 12 deportes.  
La portadora de la bandera en la ceremonia de apertura fue la esquiadora Renate Götschl.

## Medallistas
El equipo olímpico austríaco obtuvo las siguientes medallas:
| Nombre                                                         | Deporte           | Competición                   |
| -------------------------------------------------------------- | ----------------- | ----------------------------- |
| Oro                                                            |                   |                               |
| Felix Gottwald                                                 | Combinada nórdica | Trampolín grande + 7,5 km M   |
| Christoph Bieler Michael Gruber Mario Stecher Felix Gottwald   | Combinada nórdica | Trampolín normal + 4 × 5 km M |
| Michaela Dorfmeister                                           | Esquí alpino      | Descenso F                    |
| Michaela Dorfmeister                                           | Esquí alpino      | Supergigante F                |
| Benjamin Raich                                                 | Esquí alpino      | Eslalon gigante M             |
| Benjamin Raich                                                 | Esquí alpino      | Eslalon M                     |
| Andreas Linger Wolfgang Linger                                 | Luge              | Doble M                       |
| Thomas Morgenstern                                             | Saltos en esquí   | Trampolín grande M            |
| Andreas Kofler Martin Koch Andreas Widhölzl Thomas Morgenstern | Saltos en esquí   | Trampolín grande eqs. M       |
| Plata                                                          |                   |                               |
| Felix Gottwald                                                 | Combinada nórdica | Trampolín normal + 15 km M    |
| Reinfried Herbst                                               | Esquí alpino      | Eslalon M                     |
| Hermann Maier                                                  | Esquí alpino      | Supergigante M                |
| Michael Walchhofer                                             | Esquí alpino      | Descenso M                    |
| Nicole Hosp                                                    | Esquí alpino      | Eslalon F                     |
| Marlies Schild                                                 | Esquí alpino      | Combinada F                   |
| Andreas Kofler                                                 | Saltos en esquí   | Trampolín grande M            |
| Bronce                                                         |                   |                               |
| Hermann Maier                                                  | Esquí alpino      | Eslalon gigante M             |
| Rainer Schönfelder                                             | Esquí alpino      | Combinada M                   |
| Rainer Schönfelder                                             | Esquí alpino      | Eslalon M                     |
| Alexandra Meissnitzer                                          | Esquí alpino      | Supergigante F                |
| Marlies Schild                                                 | Esquí alpino      | Eslalon F                     |
| Mikhail Botwinov                                               | Esquí de fondo    | 50 km M                       |
| Siegfried Grabner                                              | Snowboard         | Eslalon gigante paralelo M    |